# Vallée de Veden-Ema
Veden-Ema Vallis
Pour les articles homonymes, voir Veden-Ema.
La vallée de Veden-Ema (désignation internationale : Veden-Ema Vallis) est une vallée située sur Vénus dans le quadrangle de Thetis Regio. Elle a été nommée en référence à Veden-Ema, déesse finnoise de la pêche.